# Carlhubbsia stuarti
Carlhubbsia stuarti är en fiskart som beskrevs av Rosen och Bailey, 1959. Carlhubbsia stuarti ingår i släktet Carlhubbsia och familjen Poeciliidae. Inga underarter finns listade.